# Patrol Boat Riverine
Patrol Boat Riverine (PBR, även kallad Patrol Boat Rigid) var en typ av mindre patrullbåt som införskaffades av USA under Vietnamkriget för att patrullera de stora flodområdena i Vietnam.

## Konstruktion

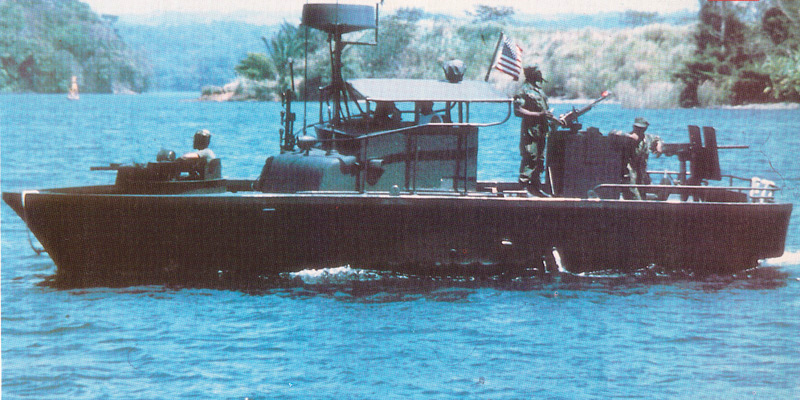
En PBR Mk 1.

Båtarna var byggda i glasfiberarmerad plast och drevs av vattenjetaggregat. Kombinationen av ett lätt skrov och vattenjet gav inte bara litet djupgående, det gjorde också båtarna väldigt lättmanövrerade.
Båtarna tillverkades i två versioner; Mk 1 var 9,4 meter lång och 3,2 meter bred medan Mk II var 9,8 meter lång och 3,5 meter bred. Mk II hade aluminiumförstärkningar av skrovet och förbättrat vattenjetaggregat som inte var lika känsligt för skräp.
Beväpningen bestod av två dubbelmonterade 12,7 mm tunga kulsprutor på fördäck och en tung kulspruta och en 40 mm granatspruta på akterdäck. Dessutom kunde M60-kulsprutor monteras vid relingen midskepps. Förutom det hade varje besättningsman en M16-automatkarbin och handgranater. En del båtar modifierades med en 20 mm automatkanon i stället för de dubbla kulsprutorna på fördäck. Även variationer med eldkastare och 81 mm granatkastare förekom.
Besättningen bestod av fyra man; båtchef, maskinist och två skyttar.

## Användning
PBR-båtar användes för att patrullera de vidsträckta flodområdena och mangroveträsken i södra Vietnam, som Mekongdeltat, Saigonfloden och Rừng Sác. PBR-båtar utgjorde en viktig del av Mobile Riverine Force. Deras huvudsakliga uppgift var att hindra transport av vapen, ammunition och förnödenheter till FNL-gerillan i södra Vietnam.
Lärdomen från Vietnamkriget visade att förmågan att patrullera och blockera inre vattenvägar var ett viktigt instrument för att försvåra fiendens rörlighet. Därför behölls en patrullbåtsdivision på Mare Island vid Vallejo i Kalifornien fram till 1995.

## Användare
Brasiliens armé
 Panama
 Laos flotta
 Schweiz armé
 Republiken Vietnams flotta
 Thailands flotta
 USA:s armé
 USA:s flotta

## I populärkulturen
- En stor del av filmen Apocalypse utspelar sig på en PRB-båt på väg uppför Nung-floden.
- I filmen Bat 21 räddas de nedskjutna piloterna Hambleton och Clark av en PRB-båt.
- i tv-serien the Grand tour använder Jeremy clarkson en PBR när programmet testar båtar i Vietnam